# Teoria do flogisto
A teoria do flogisto (ou do flogístico) foi desenvolvida pelo químico e médico alemão Georg Ernst Stahl entre 1659 ou 60-1734. Segundo Stahl os corpos combustíveis possuiriam uma matéria chamada flogisto, liberada ao ar durante os processos de combustão (material orgânico) ou de calcinação (metais). "Flogisto" vem do grego e significa "inflamável", "passado pela chama" ou "queimado". A absorção dos flogistos do ar seria feita pelas plantas.

## A teoria segundo Stahl
Stahl desenvolveu a teoria do flogisto a partir de uma adaptação da teoria de um dos seus mentores, Johann Joachim Becher. Em 1667 Johann Joachim Becher editou o livro Physica Subterranea, no qual apresentou uma teoria sobre os elementos, considerando três tipos de Terras diferentes: terra mercurialis, terra lapida e terra pinguis. Segundo Becher a terra pinguis estava presente nos materiais combustíveis, e era libertada quando esses materiais ardiam.
Nessa altura a noção de elemento era diferente da noção actual. Várias teorias sobre os elementos foram apresentadas no tempo de Stahl, todas elas variantes da teoria original de Empédocles, segundo o qual existiam cinco elementos: Ar, Água, Terra, Fogo e Éter.
Stahl fez esta alteração após ter estabelecido que a combustão de materiais orgânicos, como a madeira ou o carvão e a calcinação (atualmente conhecida como oxidação) de metais seguem o mesmo processo. Esta observação deve ter sido influenciada pelo fato de Stahl ter estudado atentamente os processos utilizados em metalurgia. Stahl considerou que quando um material entrava em combustão, sofria corrosão ou era calcinado perdia o seu flogisto: quanto mais combustível for um material, mais flogisto liberta na combustão.
Stahl estabeleceu duas diferenças entre a combustão de materiais como a madeira ou o carvão e a calcinação de um metal. A calcinação de um metal, ao contrário da combustão da madeira, é um processo lento e reversível. Stahl confirmou ser possível reverter o processo de calcinação e recuperar o metal a partir do seu cal (actualmente referido como óxido). Considerou que isto acontecia porque a cal de metal reabsorvia o flogisto libertado por material combustível, como por exemplo o carvão.
A teoria de Stahl foi aceita na comunidade científica em geral, porque apresentava a primeira explicação de fenômenos químicos. Esta teoria permitia explicar vários fenômenos observados, como a perda de massa na combustão de um material (por perda de flogisto), a impossibilidade de um combustível arder sem a presença de ar (porque o ar é necessário para absorver o flogisto libertado), o término de uma combustão, e a morte de um animal pequeno num recipiente fechado (ambos devido à saturação do ar com flogisto).

## Refutação por Lavoisier
Apesar de alguns químicos da época terem sido fascinados pela teoria e esta ter perdurado até o final do século XVIII, foi então fortemente atacada pelo químico francês Antoine Lavoisier. A teoria do flogisto foi sendo posta em causa, quase desde que foi anunciada pela primeira vez, porque enquanto no caso da combustão de compostos orgânicos existia a perda de massa, o mesmo não acontecia no caso dos metais. Segundo a teoria, os metais deveriam perder flogisto quando fossem expostos ao aquecimento, mas de acordo com os próprios defensores da teoria, esses ganhavam peso. Lavoisier foi um dos vários cientistas que comprovaram este fato através das suas experiências (apresentadas em 1772) sobre a calcinação do fósforo e do enxofre, o que o levou a refletir sobre o que haveria acontecido com o elusivo flogisto.
Este fato não constituía um problema para Stahl, que considerava o flogisto como uma essência, que não tinha forçosamente de ter massa. Stahl considerava que o flogisto era uma espécie de essência que podia fluir entre materiais.
Lavoisier levou muitos anos tentando derrubar definitivamente essa teoria, mas somente com a descoberta acidental do oxigênio feita por Joseph Priestley (batizado por Priestley de ar deflogisticado) no dia 1 de agosto de 1774 é que se teve base para enfrentar a teoria do flogisto. Dois anos antes da visita de Priestley, em 1792, havia declarado que estava disposto a causar uma revolução na física e na química. Ao contrário de Priestley, percebeu que o "ar deflogisticado" não era um elemento e sim um componente do ar que vinha procurando. Com isso, Priestley havia trazido a peça que faltava no quebra-cabeça.
Através de intensas investigações repetindo os experimentos de Priestley entre os anos de 1775 a 1780, Lavoisier estava convencido de que o ar de Priestley era o princípio ativo da atmosfera. Realizando vários experimentos brilhantes, Lavoisier mostrou que o ar contém 20 por cento de oxigênio e que a combustão é devida a combinação de uma substância combustível com o oxigênio. Ficou provado também o seu papel na respiração.
Em 1789, Lavoisier batizou a substância de oxigênio, nome que vem da palavra grega e significa "formador de ácido", porque ele acreditava que todos os ácidos continham oxigênio, o que mais tarde provou-se não ser verdade.